# 뿌리 (음반)
《뿌리》(Foundation)는 드렁큰 타이거의 정규 4집 앨범이다.

## 수록곡
1. 뿌리 (Foundation)
2. 마차 (Skit)
3. 남자기 때문에
4. Fist Of Fury (때려부셔！)
5. 엄지 손가락
6. Can't Act (어색함) (Skit)
7. 내 손을 잡고 (Feat. 요조)
8. 아라디호
9. 비 내리는 포경선
10. How Long Is A Chinese Man (Skit)
11. One 한
12. 토요일밤
13. 우리 그리고 너 하나
14. 슬픈 기타줄
15. 굽혀진 9자로
16. Rhyme Sharks (Feat. Lowd, MQ, Roscoe Umali)
17. 뉘우침